# Väktarserien
Väktarserien (originaltitel: The Wardstone Chronicles), är en fantasy–bokserie som är skriven av författaren Joseph Delaney. Första boken kom ut 2004. Än så länge finns det åtta böcker som är översatta till svenska och 16 böcker finns på engelska.

## Handling
Thomas "Tom" Ward är den sjunde sonen till en sjunde son, en sådan som ser saker som andra inte ser. Hans föräldrar ser till att han blir antagen som lärling till traktens Väktare, som fungerar som en sorts polis för det övernaturliga. Det är ingen lätt uppgift Tom har framför sig, Väktaren ställer stora krav och många av hans tidigare lärlingar har misslyckats, några har till och med dött. Redan från början sätts Tom på svåra prov och på något vis måste han lära sig att driva ut spöken, att binda häxor och att fördriva boggartar.

## Böckerna
1. Väktarens lärling (The Spook's Apprentice) – 2004
2. Väktarens förbannelse (The Spook's Curse) – 2005
3. 'Väktarens hemlighet (The Spook's Secret) – 2006
4. Väktarens strid (The Spook's Battle) – 2007
5. 'Väktarens misstag (The Spook's Mistake) – 2008
6. Väktarens offer (The Spook's Sacrifice) – 2009
7. 'Väktarens mardröm (The Spook's Nightmare) – 2010
8. Väktarens öde (The Spook's Destiny) – 2011.
9. Spook's: I Am Grimalkin
10. The Spook's Blood
11. Spook's: Slither's Tale
12. Spook's: Alice
13. The Spook's Revenge

### The Starblade Chronicles
1. Spook's: A New Darkness - 2015
2. Spook's: The Dark Army - 2016
3. Spook's: The Dark Assassin - 2017

### Brother Wulf series
1. Brother Wulf (2020)
2. Brother Wulf: Wulf's Bane (2021)
3. Brother Wulf: The Last Spook (2022)
4. Brother Wulf: Wulf's War (2023)

## Film
Huvudartikel: Seventh Son
En film baserad på den första boken med titeln Seventh Son spelades in under våren 2012 och hade premiär den 6 februari 2015. Sergei Bodrov regisserade med Jeff Bridges och Ben Barnes i huvudrollerna.